# Almeria (pokrajina)
Almería je provinca na jugovzhodu Španije ob Sredozemskem morju.
Zajema površino 8774 kvadratnih kilometrov.
Glavno mesto je istoimenska Almeria.